# Europavej E47
Europavej 47 eller blot E47 er en europavej i Tyskland, Danmark, og Sverige. Den starter i Lübeck i Tyskland, går via Rødbyhavn – København – Helsingør i Danmark for at slutte i Helsingborg i Sverige. Europavej 47 er 290 km lang og udgør vejdelen af Fugleflugtslinjen mellem Skandinavien og Nordtyskland. Vejforbindelsen hed E4 indtil 1992.
E47 var planlagt at fortsætte i Sverige og Norge, men man har beholdt navnet E6, fordi man mente at det ville blive for dyrt at omskilte vejen. Den samme situation gælder i øvrigt også for E4 og E55.
I Tyskland er E47 en motorvej fra Lübeck til Heiligenhafen, men ikke fra Heiligenhafen til Puttgarden. Det er færge fra Puttgarden til Rødbyhavn over Femern Bælt. Det findes planer om en fast forbindelse her, Femern Bælt-forbindelsen.

## Historie i Danmark
I Danmark er hovedlandevejene med europavej status E47 mellem Rødbyhavn – Helsingør, igennem ca 51 år blevet erstattet af motorvejene: 
| Motorvej E47         |                                    |                   |
| Navn                 | Strækning                          | Åbningsår         |
| Helsingørmotorvejen  | Lyngdrup - Jægersborg              | 1956 - 1978       |
| Motorring 3          | Jægersborg - Avedøre               | 1966 - 1980       |
| Køge Bugt Motorvejen | Avedøre - Ølby                     | 1969 - 1994       |
| Sydmotorvejen        | Ølby - Farøbroerne                 | 1963 - 1990       |
| Farøbroerne          | Farøbroerne                        | 1985              |
| Sydmotorvejen        | Farøbroerne - Guldborgsundtunnelen | 1985              |
| Guldborgsundtunnelen | Guldborgsundtunnelen               | 1985, 2007        |
| Sydmotorvejen        | Guldborgsundtunnelen - Rødbyhavn   | 1963 - 1985, 2007 |